# Радянська зона окупації Німеччини
Радянська зона окупації Німеччини (нім. Sowjetische Besatzungszone, SBZ; рос. Советская зона оккупации Германии) — центральна (у довоєнних кордонах) чи східна (у післявоєнних кордонах) частина Німеччини, окупована СРСР наприкінці Другої світової війни. 7 вересня 1949 року на її території створено Німецьку Демократичну Республіку.
Була однією з чотирьох окупаційних зон Німеччини, які утворили після закінчення Другої світової війни. Згідно з Потсдамською конференцією контроль і відповідальність щодо східної частини Німеччини перебрала Радянська воєнна адміністрація в Німеччині під головуванням Георгія Жукова. Частина території, що потрапила у сферу радянських впливів під час бойових дій, була зайнята американськими військами, які залишили її після настання миру.
На підконтрольній СРСР території було дозволено створення чотирьох політичних партій, що згодом утворили Національний фронт. У квітні 1946 року східнонімецькі структури СДПН і Комуністична партія Німеччини злилися в Соціалістичну єдину партію Німеччини.
Початково Йосип Сталін мав надію повністю контролювати Німеччину, але після того, як ці плани реалізувати не вдалося, зволив створення НДР на окупованій радянцями німецькій території.
Радянська воєнна адміністрація набула частину нацистських концентраційних таборів для власних потреб.
У 1952 році проведено адміністративну реформу, ліквідовано землі, натомість утворено 14 округів і місто Східний Берлін.